# Стерсте, Элза
Элза Стерсте (латыш. Elza Stērste, в замужестве Вирза, Virza; 18 марта 1885, Вецпиебалгская волость, Венденский уезд, Лифляндская губерния — 19 апреля 1976, Рига, Видземе, Латвийская ССР) — советская латвийская поэтесса, писательница и переводчица. Дочь юриста и языковеда Андрея Стерсте, жена писателя Эдварта Вирзы, бабушка писательницы и дипломата Анны Жигуре.

## Биография
Родилась 18 марта 1885 года в Вецпиебалгской волости Лифляндской губернии, Российская империя.
Окончила Санкт-Петербургскую консерваторию по классу фортепиано (1906), затем изучала французскую литературу в Сорбонне, защитив диплом об эстетике Шарля Бодлера. По возвращении из Парижа опубликовала первую книгу стихов «Прелюдии» («Prelūdijas»; 1913). Жила в Елгаве, преподавала музыку и французский язык.
В 1920 году вышла замуж за писателя Эдварта Вирзу, на следующий год родилась их дочь Амариллис (Amarillis). Переводила с французского языка стихи (в том числе для составленной её мужем в 1931 году антологии французской поэзии), перевела также на латышский язык роман Эльзы Триоле «Розы в кредит». Вслед за первым сборником стихов Стерсте выпустила ещё три — и три книги прозы, в том числе роман «Жизнь Андрея Зиле» («Andreja Zīles dzīve»; 1937), прототипом для главного героя которого послужил её отец. Кроме того, Эльзе Стерсте принадлежат книги о Корнеле, Расине и Мольере и переводы латышских дайн на французский язык.
Один из подписантов Меморандума Центрального Совета Латвии от 17 марта 1944 года. В числе 188 политических и культурных деятелей Латвии она подписала меморандум с требованием восстановления независимости Латвии.
В январе 1951 году была арестована по делу так называемой «французской группы» — кружка латышских интеллектуалов, собиравшегося на частной квартире для обсуждения французской культуры. Как одна из организаторов этой группы 65-летняя Стерсте была приговорена к 25 годам лагерей. В 1955 году, будучи выпущенной на поселение, Стерсте перенесла инсульт, после которого осталась частично парализована. В 1956 году она вместе с другими участниками «французской группы» по амнистии вернулась в Латвию.
В начале 1960-х годов произведения Стерсте начали вновь появляться в латвийской печати. В 1967 году вышла книга стихов «Отблески: Избранное, 1903—1966» («Atstari: Izlase, 1903—1966»), на которую откликнулся рецензией журнал «Дружба народов». За ней последовали ещё три прижизненных книги, включавших стихи, прозу, стихи для детей.
Умерла 19 апреля 1976 года в Риге.
В 2005 году внучка Стерсте, Анна Жигуре, опубликовала посвящённую ей книгу «Марселина» («Marselīne»), названную по поэтическому имени, которое использовал Эдвартс Вирза в своих обращённых к жене стихотворениях. В книгу вошли и стихи самой Стерсте, и рассказ о ней.